# Something's Got a Hold on Me
Singles de Etta James
Fools Rush In
(1962) Stop the Wedding
(1962)
Something's Got a Hold on Me est un single extrait de l'album Etta James Top Ten (1963) sorti en 1962.
La chanson est reprise en 1990 par Vaya Con Dios dans l'album Night Owls.
En 2006, l'introduction de la chanson est reprise dans le titre Finally Moving de Pretty Lights puis, en 2011, dans Good Feeling de Flo Rida et dans Levels du DJ Avicii.

## Version de Christina Aguilera
Singles de Christina Aguilera
Express
(2010)
Something's Got a Hold On Me est une chanson de Etta James, et repris en 2010 par Christina Aguilera dans la bande originale du film Burlesque.

### Histoire
Une des influences majeures d'Aguilera est son idole et chanteuse de blues Etta James, dont la chanson classique At Last fut reprise plusieurs fois par Aguilera au cours de sa carrière. Lors de son interview de 2006 au côté de Etta James, Aguilera dit, « Etta est ma chanteuse préférée de toujours. Je l'ai dit pendant les sept dernières années, depuis que j'ai mon premier disque et dans chaque interview. Je veux dire, les vieilles chansons de tout Etta, des chansons innombrables que je pourrais nommer, j'ai grandi en écoutant la majorité de ses albums. »
Back to Basics rend hommage à James et d'autres chanteurs standard des années 1950. Dans ses premières années, Christina a écouté le jazz d'époque, le blues et la musique soul.

### Performances live
- The Ellen DeGeneres Show[2](États-Unis)– 19/11/2010.
- The Conan O’Brien Show[3](États-Unis) – 22/11/2010